# Joint Base Pearl Harbor-Hickam
La Joint Base Pearl Harbor-Hickam è una base militare degli Stati Uniti d'America situata nell'isola Oahu delle Hawaii.
È il risultato dell'unione, avvenuta nel 2010, della base navale di Pearl Harbor (Naval Base Pearl Harbor) della U.S. Navy e della base aeronautica di Hickam (Hickam Air Force Base) della U.S. Air Force.

## Descrizione

### Pearl Harbor
La base navale di Pearl Harbor fornisce ancoraggio, supporto logistico e manutenzione a navi di superficie e sottomarini. È in grado di accogliere anche le più grandi navi della U.S. Navy e vi hanno sede oltre 160 comandi. Essendo l'unica base della U.S Navy nel Pacifico centrale, ospita un grande numero di personale di servizio di navi e sottomarini e le loro famiglie.
La "Naval Computer and Telecommunications Area Master Station, Pacific (NCTAMS PAC)", situata nei pressi di Wahiawa, nella parte centrale dell'isola di Oahu, è la stazione per telecomunicazioni più grande del mondo.

### Hickam
Fondato nel 1934, fino al 1946 denominato Hickam Field, l'aeroporto militare di Hickam della U.S. Air Force (fino al 2010 "Hickam Air Force Base") si trova a fianco dell'aeroporto civile di Honolulu e condivide con esso alcune piste. È dotato di sei piste di atterraggio e decollo, delle quali due per idrovolanti. È sotto il comando del Pacific Air Forces, il cui quartier generale si trova nella base.
L'aeroporto Hickam è il principale punto di appoggio per missioni operative e strategiche in supporto alla Guerra al Terrorismo e per altre missioni al servizio del United States Pacific Command (USPACOM) e del comando delle Pacific Air Forces.
Nel 2009 la base è stata usata come base di supporto temporaneo per l'Air Force One durante le vacanze natalizie del presidente Barack Obama a Kailua nelle Hawaii.

## Galleria d'immagini

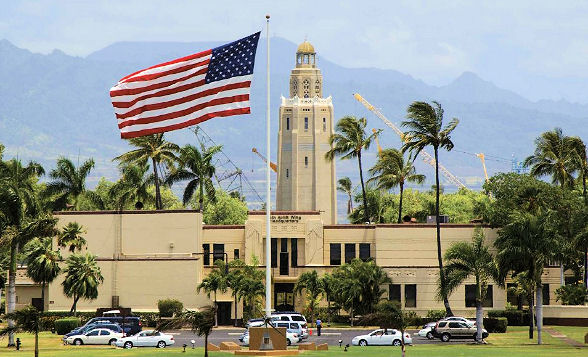
Il quartier generale delle Pacific Air Forces
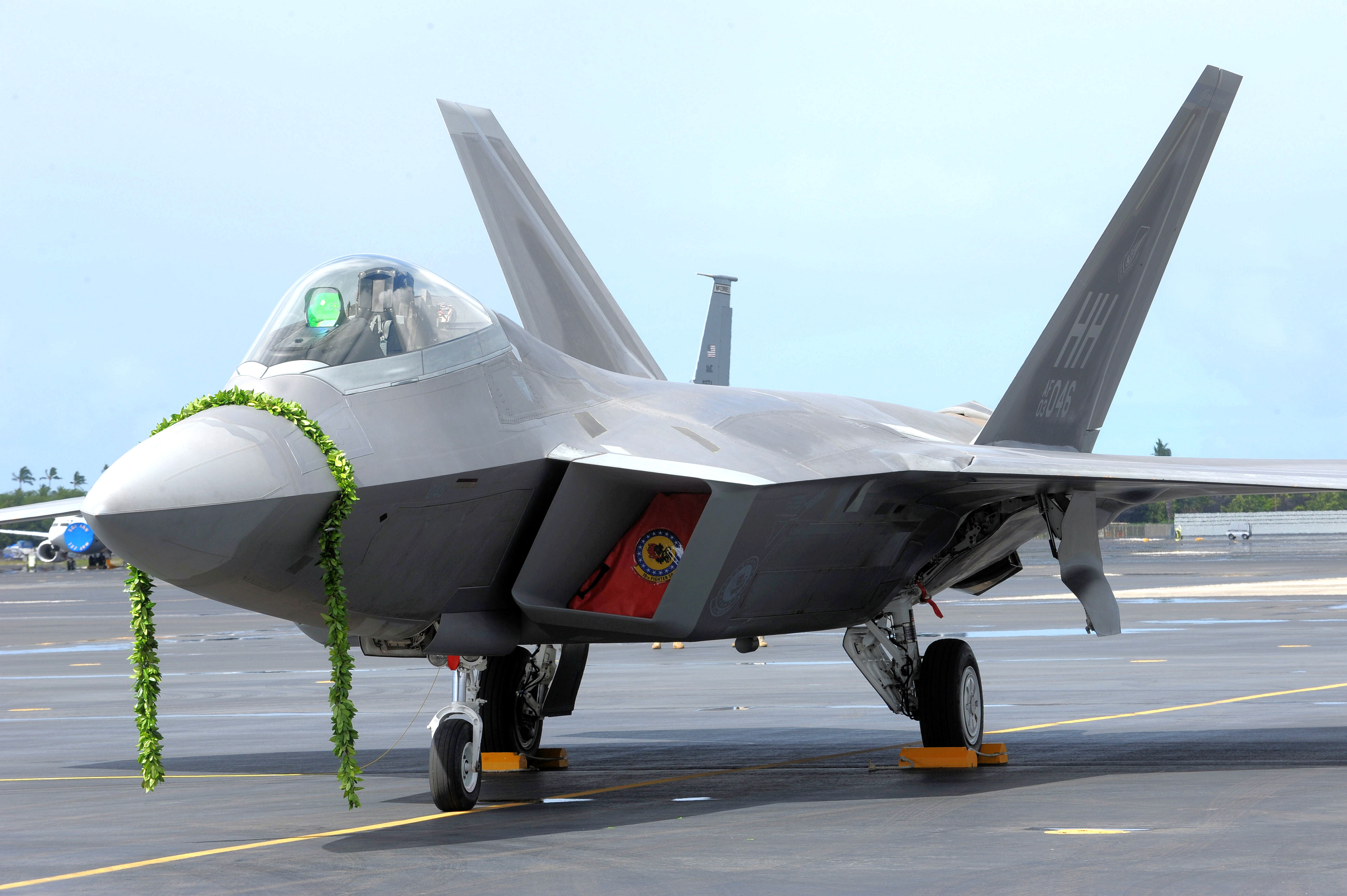
Un caccia F-22A Raptor della 15th Wing della U.S. Air Force
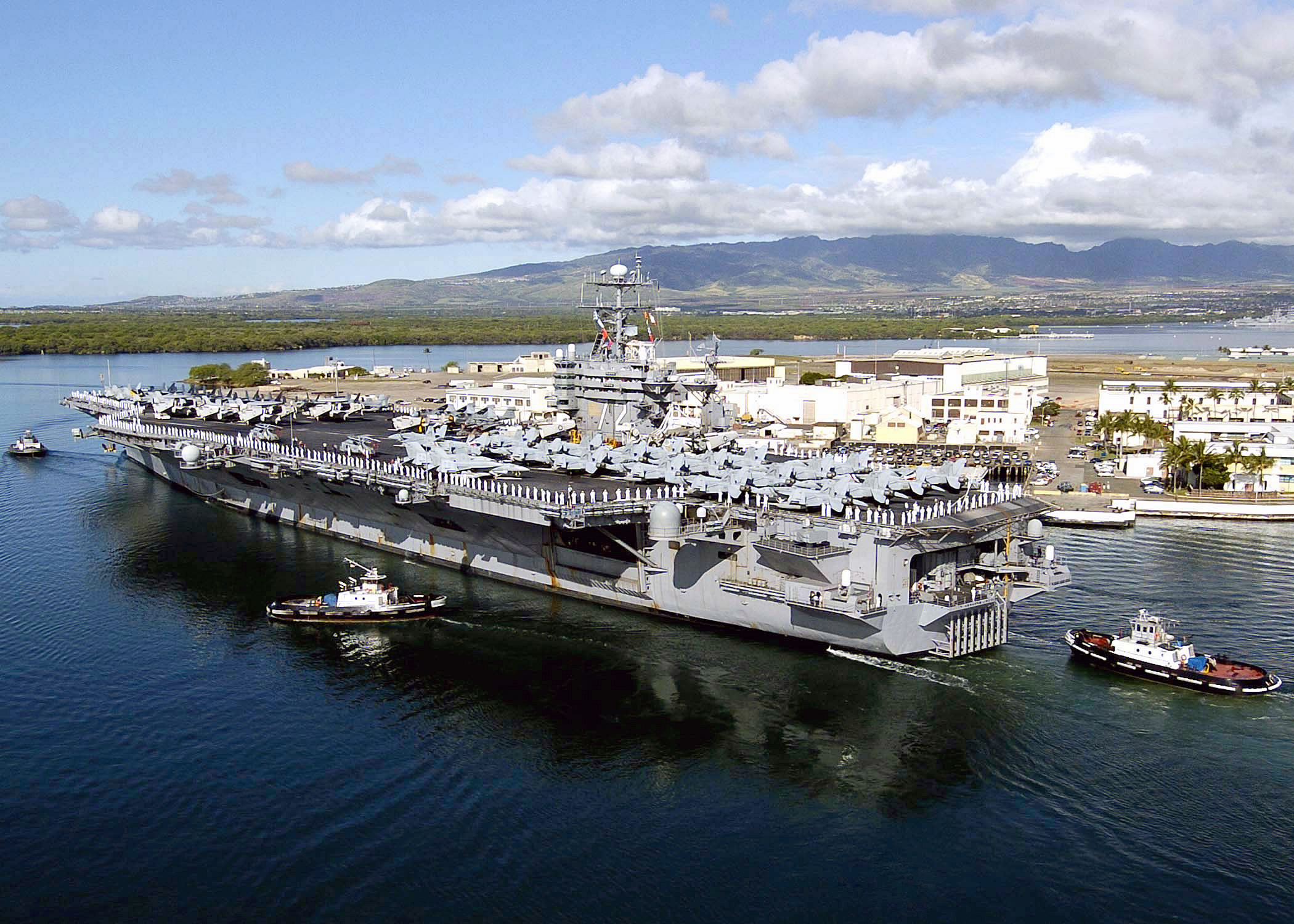
La portaerei Abraham Lincoln lascia Pearl Harbor
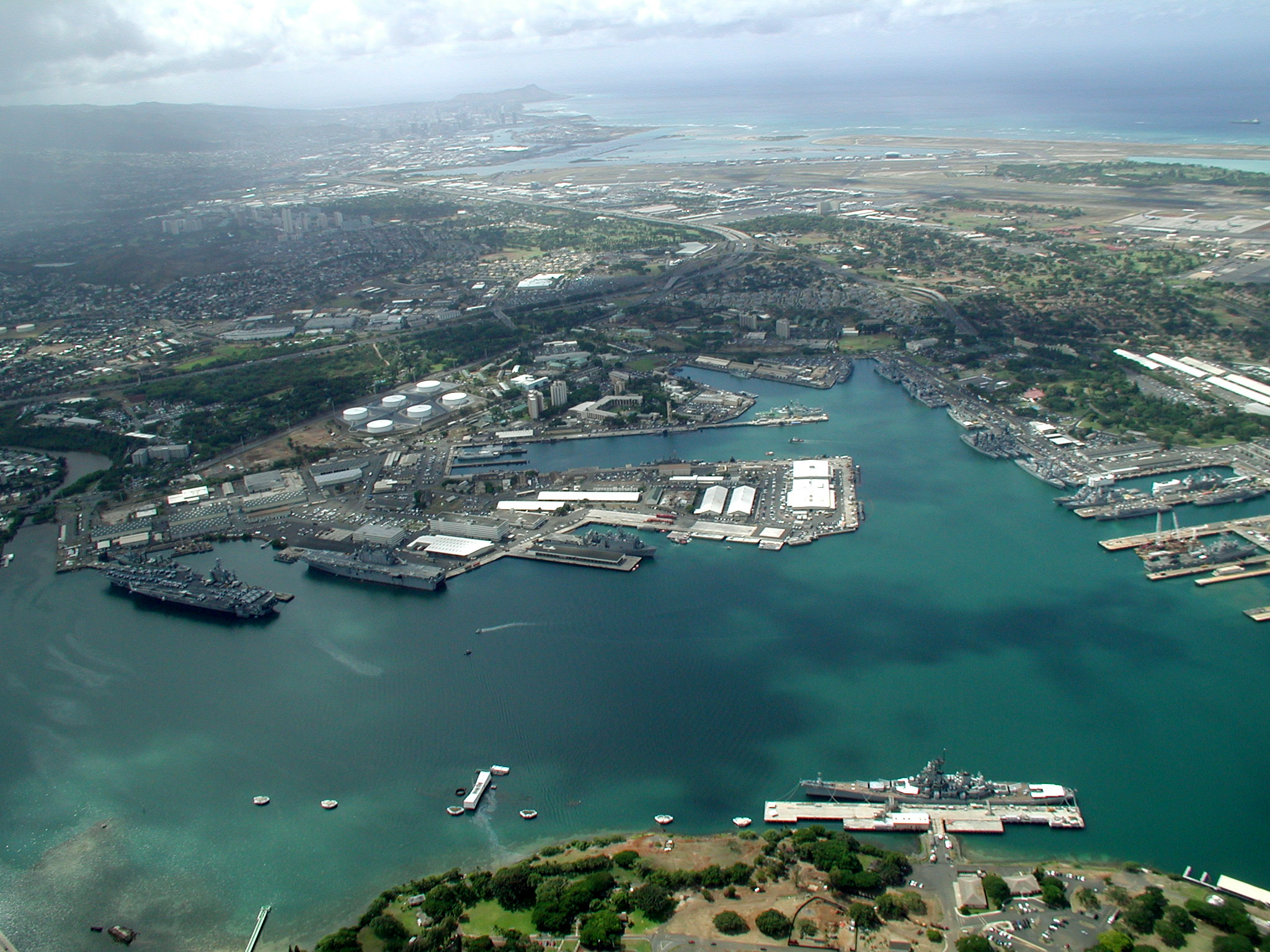
Vista aerea della base navale
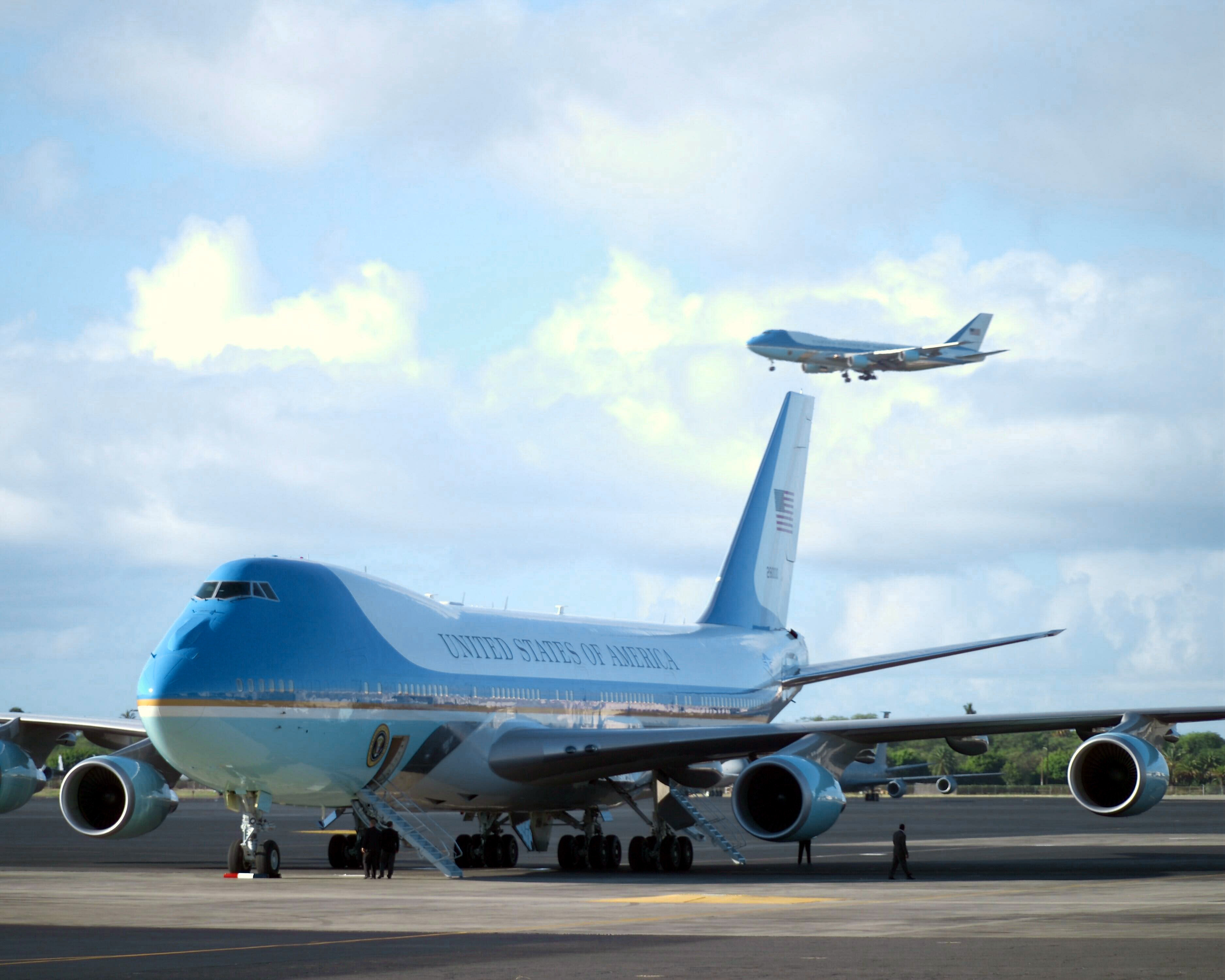
L'Air Force One (in volo)) e il suo gemello di supporto a terra durante una visita del presidente George W. Bush nel 2003
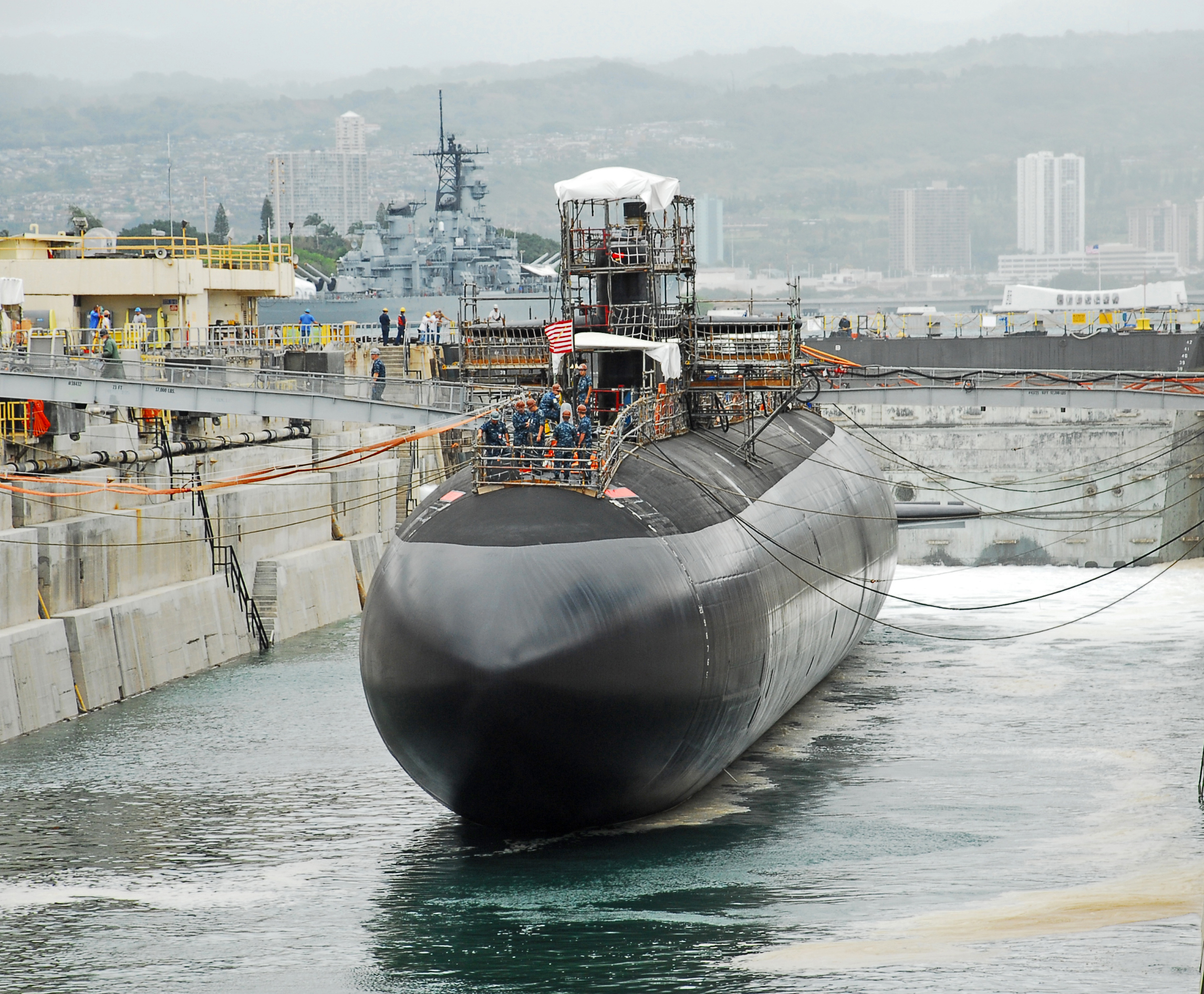
Il sottomarino USS City of Corpus Christi nel Pearl Harbor Naval Shipyard